# 0342

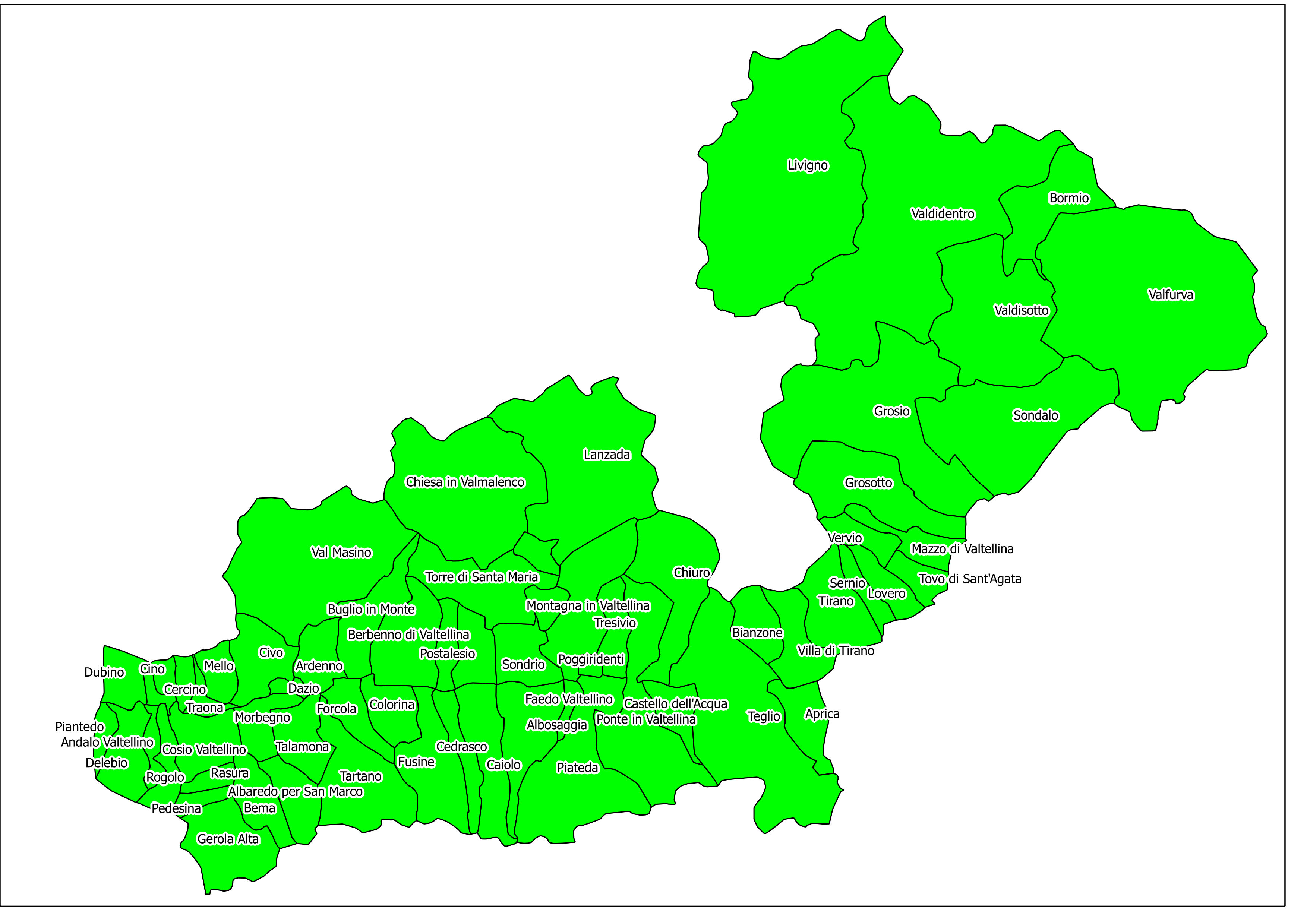
Distretto di Sondrio

0342 è il prefisso telefonico del distretto di Sondrio, appartenente al compartimento di Milano.
Il distretto comprende la parte orientale della provincia di Sondrio e corrisponde grosso modo alla Valtellina. Confina con la Svizzera a nord e con i distretti di Merano (0473) e di Cles (0463) a est, di Breno (0364) a sud-est, di Clusone (0346) e di San Pellegrino Terme (0345) a sud, di Lecco (0341) a sud-ovest, di Menaggio (0344) a ovest e di Chiavenna (0343) a nord-ovest.

## Aree locali e comuni
Il distretto di Sondrio comprende 65 comuni compresi nelle 3 aree locali di Morbegno, Sondrio e Tirano (ex settori di Bormio, Sondalo e Tirano). I comuni compresi nel distretto sono: Albaredo per San Marco, Albosaggia, Andalo Valtellino, Aprica, Ardenno, Bema, Berbenno di Valtellina, Bianzone, Bormio, Buglio in Monte, Caiolo, Caspoggio, Castello dell'Acqua, Castione Andevenno, Cedrasco, Cercino, Chiesa in Valmalenco, Chiuro, Cino, Civo, Colorina, Cosio Valtellino, Dazio, Delebio, Dubino, Faedo Valtellino, Forcola, Fusine, Gerola Alta, Grosio, Grosotto, Lanzada, Livigno, Lovero, Mantello, Mazzo di Valtellina, Mello, Montagna in Valtellina, Morbegno, Pedesina, Piantedo, Piateda, Poggiridenti, Ponte in Valtellina, Postalesio, Rasura, Rogolo, Sernio, Sondalo, Sondrio, Spriana, Talamona, Tartano, Teglio, Tirano, Torre di Santa Maria, Tovo di Sant'Agata, Traona, Tresivio, Val Masino, Valdidentro, Valdisotto, Valfurva, Vervio e Villa di Tirano.